# Cesarska neposrednost
Cesarska neposrednost (nemško: Reichsfreiheit ali Reichsunmittelbarkeit) je bil privilegiran fevdalni in politični status, ki so ga lahko dobila cesarska mesta, verski subjekti, fevdalna poglavarstva ali manjša gospostva v okviru Svetega rimskega cesarstva. Cesarsko svobodno mesto (Reichsfrei mesto), opatija ali ozemlje je bilo pod neposrednim vodstvom cesarja in cesarskega parlamenta (Reichstag), brez fevdalnih posrednikov.

## Prednosti in pomanjkljivosti
Nekatere dodatne prednosti so lahko vključevale pravico na zbiranje davkov in cestnin, organiziranje tržnic, kovanje denarja, nošnjo orožja in vodenje pravnih postopkov.
Slednje je lahko vključevalo tako imenovani Blutgericht (ali krvno sodišče), s pomočjo katerega so lahko izvajali smrtno kazen. Te pravice so bile odvisne od pravnih patentov, ki so jih podelili cesarji.
Nekatere slabosti so bile neposreden poseg imperialnih komisij, kot so tiste, ki so se zgodile v več jugozahodno mestih po Schmalkaldski vojni in potencialno omejevanje ali popolna izguba prejšnjih pravnih patentov. Ostale slabosti so bile izguba vseh neposrednih pravic, če cesar in / ali parlament ne bi mogel braniti te pravice pred agresijo od zunaj, kot je bilo v vojnah po francoski revoluciji in Napoleonovih vojnah. Pogodba iz Lunéville iz 1801 je zahtevala od cesarja, naj se odrečejo vsem zahtevam za dele Svetega rimskega cesarstva na levi strani Rena. Na zadnji seji cesarskega parlamenta (nemško Reichsdeputationshauptschluss) v 1802-03, ki se imenuje nemška mediatizacija, je večina svobodnih cesarskih mest in cerkvenih držav izgubila svojo imperialno neposrednost in so bila absorbirana od raznih dinastičnih držav.

## Problemi v razumevanju cesarstva
Razumevanje praktične uporabe pravice neposrednosti dela zgodovino Svetega rimskega cesarstva posebej težko razumljivo, zlasti sodobnim zgodovinarjem. Celo sodobnika, kot sta bila Johann Wolfgang von Goethe in Johann Gottlieb Fichte sta ga imenovala čudo cesarstva. Zgodovinarji 19. stoletja so zapisali, da cesarstvo ni niti sveto, niti rimsko, niti cesarstvo, glede na britansko "cesarstvo", saj so ga videli kot izjemno neuspešno, ki je svoj vrh doseglo v zgodnjem srednjem veku in pozneje nazadovalo. Skoraj stoletje po objavi monumentalnega dela Jamesa Brycea Sveto rimsko cesarstvo (1864), je bil tak pogled najbolj razširjen med zgodovinarji novoveškega obdobja iz angleško govorečih območij in je prispeval k razvoju teorije Sonderweg v nemški preteklosti.